# فرودگاه هازلیا
فرودگاه هازلیا (به انگلیسی: Huslia Airport) یک فرودگاه همگانی با کد یاتا HSL است که یک باند فرود شن دارد و طول باند آن ۱۲۱۹ متر است. این فرودگاه در شهر هوسلیا، آلاسکا کشور ایالات متحده آمریکا قرار دارد و در ارتفاع ۶۵ متری از سطح دریا واقع شده‌است.